# بطولة تونس لكرة السلة للرجال 1965–66
بطولة تونس لكرة السلة للرجال 1965–66 هو الموسم رقم 11 من بطولة تونس لكرة السلة للرجال.

فاز بهذا الموسم النجم الرياضي الرادسي.

## روابط خارجية
- الموقع الرسمي للجامعة التونسية لكرة السلة.